# Dicaulocephalus antilocapra
Dicaulocephalus antilocapra är en skalbaggsart som beskrevs av Bezdek och Pacholatko 2001. Dicaulocephalus antilocapra ingår i släktet Dicaulocephalus och familjen Rutelidae. Inga underarter finns listade i Catalogue of Life.